# Ферлон (округ Пуласкі, Вірджинія)
Ферлон (англ. Fairlawn) — переписна місцевість (CDP) в США, в окрузі Пуласкі штату Вірджинія. Населення — 2419 осіб (2020).

## Географія
Ферлон розташований за координатами 37°8′43″ пн. ш. 80°32′38″ зх. д. / 37.14528° пн. ш. 80.54389° зх. д. (37.145208, -80.543843).  За даними Бюро перепису населення США в 2010 році переписна місцевість мала площу 8,88 км², з яких 8,15 км² — суходіл та 0,74 км² — водойми.

## Демографія
Згідно з переписом 2010 року, у переписній місцевості мешкало 2367 осіб у 1079 домогосподарствах у складі 674 родин. Густота населення становила 266 осіб/км².  Було 1193 помешкання (134/км²).
Расовий склад населення:
| - 94,6 % — білих - 2,8 % — чорних або афроамериканців - 1,3 % — азіатів - 0,2 % — корінних американців - 0,1 % — вихідців з тихоокеанських островів |

До двох чи більше рас належало 0,8 %. Частка іспаномовних становила 1,1 % від усіх жителів.
За віковим діапазоном населення розподілялося таким чином: 18,8 % — особи молодші 18 років, 62,2 % — особи у віці 18—64 років, 19,0 % — особи у віці 65 років та старші. Медіана віку мешканця становила 43,9 року. На 100 осіб жіночої статі у переписній місцевості припадало 95,0 чоловіків;  на 100 жінок у віці від 18 років та старших — 89,3 чоловіків також старших 18 років.
Середній дохід на одне домашнє господарство  становив 70 269 доларів США (медіана — 56 169), а середній дохід на одну сім'ю — 86 377 доларів (медіана — 78 243). За межею бідності перебувало 12,2 % осіб, у тому числі 5,3 % дітей у віці до 18 років та 8,4 % осіб у віці 65 років та старших.
Цивільне працевлаштоване населення становило 1213 особи. Основні галузі зайнятості: освіта, охорона здоров'я та соціальна допомога — 29,7 %, виробництво — 20,2 %, будівництво — 10,0 %, публічна адміністрація — 7,4 %.